# 903 (číslo)
Devět set tři je přirozené číslo. Římskými číslicemi se zapisuje CMIII a řeckými číslicemi se zapisuje ϡγʹ. Následuje po čísle devět set dva a předchází číslu devět set čtyři.

## Matematika
903 je:
- Trojúhelníkové číslo
- Deficientní číslo
- Složené číslo
- Nešťastné číslo

## Astronomie
- (903) Nealley je planetka hlavního pásu, kterou objevil v roce 1918 Johann Palisa

## Roky
- 903
- 903 př. n. l.